# ヒラく宇宙ポケット
『ヒラく宇宙ポケット』（ヒラくうちゅうポケット）は、日本のシンガーソングライター、KOTOKOの5枚目のオリジナルアルバム。2011年10月5日にワーナー・ホーム・ビデオから発売された。

## 概要
前作「イプシロンの方舟」から約2年ぶりとなるオリジナルアルバムで、同年8月にI'veから独立して以来初となるメジャー流通CD。

レコード会社も前作までのジェネオン・ユニバーサルではなく、ワーナー・ホーム・ビデオからのリリースとなっている。

収録される計13曲は全て書き下ろしの新曲であり、「イプシロンの方舟」以降にリリースされたシングル曲「SCREW」「碧羅の天へ誘えど」「Loop-the-Loop」は未収録である。
作曲陣にはI'veの高瀬一矢、中沢伴行、井内舞子らの他、kz、DECO*27、齋藤真也といったI've外のサウンド・クリエイターも参加。また、本作でKOTOKOは自身のアルバムでは初の全編セルフ・プロデュースにも挑戦している。

## チャート成績
2011年10月17日付のオリコン週間アルバムチャートで初登場21位を記録した。初動売上は5,199枚を記録した。

## 批評
音楽出版社の音楽雑誌『CDジャーナル』は、「曲調に応じて歌声を使い分ける変幻自在ぶりはここでも発揮され、トランス系からポップ、ダークな楽曲までを存在感十分に楽しませてくれる」と批評した。

## 収録曲
| 全作詞: KOTOKO。 |                        |           |                        |                        |      |
| #                | タイトル               | 作詞      | 作曲                   | 編曲                   | 時間 |
| 1.               | 「TR∀NSFoRM」          | KOTOKO    | 高瀬一矢               | 高瀬一矢               | 4:38 |
| 2.               | 「☆-未来-列車-☆」      | KOTOKO    | kz（livetune）         | kz（livetune）         | 4:35 |
| 3.               | 「メーテルリンク」     | KOTOKO    | DECO*27                | DECO*27                | 3:04 |
| 4.               | 「ラブレター」         | KOTOKO    | 中沢伴行               | 中沢伴行・尾崎武士     | 4:47 |
| 5.               | 「青いジープで」       | KOTOKO    | 尾崎武士               | 尾崎武士・中沢伴行     | 3:41 |
| 6.               | 「mirror garden」      | KOTOKO    | KOTOKO                 | masayoshi minoshima    | 5:07 |
| 7.               | 「Command+S」          | KOTOKO    | Hiroyuki ODA Pres. HSP | Hiroyuki ODA Pres. HSP | 8:34 |
| 8.               | 「Χ-kai-」             | KOTOKO    | 尾崎武士               | 尾崎武士・中沢伴行     | 4:30 |
| 9.               | 「サ・ヨ・ナ・・・ラ」 | KOTOKO    | 井内舞子               | 夏目晋                 | 4:56 |
| 10.              | 「beat」               | KOTOKO    | 尾崎武士・KOTOKO       | 尾崎武士・中沢伴行     | 3:38 |
| 11.              | 「聞こえる」           | KOTOKO    | KOTOKO                 | C.G mix                | 5:26 |
| 12.              | 「開け!ソラノオト」    | KOTOKO    | 齋藤真也               | 齋藤真也               | 4:30 |
| 13.              | 「地球-TERRA-」        | KOTOKO    | 井内舞子               | 井内舞子               | 5:26 |
| 合計時間:        | 合計時間:              | 合計時間: | 合計時間:              | 62:52                  |      |

| #  | タイトル                            | 作詞 | 作曲・編曲 |
| -- | ----------------------------------- | ---- | ---------- |
| 1. | 「TR∀NSFoRM」(プロモーションビデオ) |      |            |
| 2. | 「TR∀NSFoRM」(メイキング映像)       |      |            |